# 奧氏江魟
迷你魟（學名：Potamotrygon reticulata）主要分佈於巴西以及哥倫比亞。最大體寬約35~40公分。迷你魟和珍珠魟類似，在兩者之間體盤上的花紋差異最大。市場上也有在販售，是以幼體型態輸入的，初期餵食以紅蟲或是絲蚯蚓為佳。